# Panagia tou Arakos

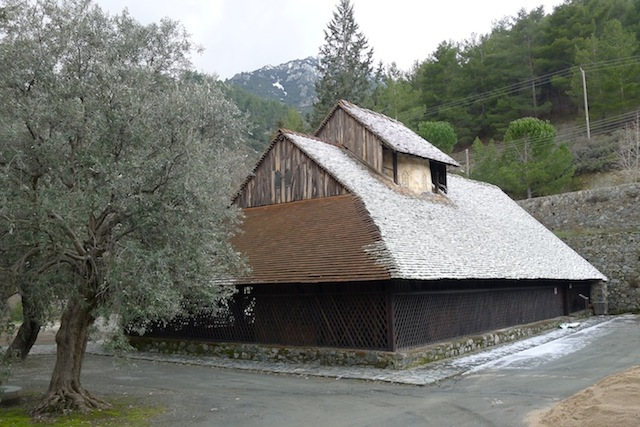
Panagia tou Arakos in Lagoudera

Panagia tou Arakos (griechisch Παναγία του Άρακος) ist ein Kirchengebäude der zyprisch-orthodoxen Kirche auf Zypern. Die Kirche wurde 1985 von der UNESCO als Teil der Weltkulturerbestätte Bemalte Kirchen im Gebiet von Troodos in das UNESCO-Welterbe aufgenommen.

## Beschreibung
Die Kirche ist eine der Scheunendachkirchen im Troodos-Gebirge und liegt am Rande von Lagoudera. Sie stammt aus dem späten 12. Jahrhundert und ist Maria, der Mutter Jesu, als ganz Heiliger geweiht. Der Name „tou arakou“ oder „tou arakos“ leitet sich ab von αρακάς, arakas, Erbse; Maria wurde oft mit dem Beinamen einer Pflanze angerufen. Weihinschriften datieren die Fresken ins Jahr 1192. Leon, Sohn eines byzantinischen Beamten, habe sie gestiftet – die vollständigste mittelbyzantinische Ausmalung auf Zypern. „Da in Konstantinopel selbst keine Gemälde der Zeit erhalten sind, kommt der Betrachter hier so nah wie heute noch möglich an den Hofstil der Hauptstadt, bevor die Kreuzritter sie eroberten.“
Die überlebensgroße Panagia Arakiotissa (mit einer Weihinschrift) befindet sich in einer Nische der Südwand. Maria steht vor einem Thron ohne Rückenlehne mit einem wurstförmigen Kissen. Traurig betrachtet sie das Kind, das sie trägt. Engel links und rechts halten die Leidenswerkzeuge Jesu. „Es ist die früheste byzantinische Darstellung einer Mater dolorosa.“ Vielleicht hat der Ernst der politischen Verhältnisse – die Eroberung Zyperns durch Isaak Komnenos 1185, dann durch Richard Löwenherz 1191, der Übergang an den Templerorden im selben Jahr und an das Haus Lusignan ein Jahr später – den Ernst des Gemäldes veranlasst. „Mariä Tempelgang“ befindet sich in der gegenüberliegenden Nische in der Nordwand. Nach dem Protoevangelium des Jakobus wurde die dreijährige Maria von ihren Eltern Joachim und Anna dem Dienst im Tempel zu Jerusalem übergeben. Sieben hebräische Jungfrauen mit silbernen Ohrringen und kostbar bestickten Gewändern folgen Joachim, Anna und Maria. Maria ist ein zweites Mal auf dem Dach des Tempels dargestellt, wie sie von einem Engel Brot empfängt.

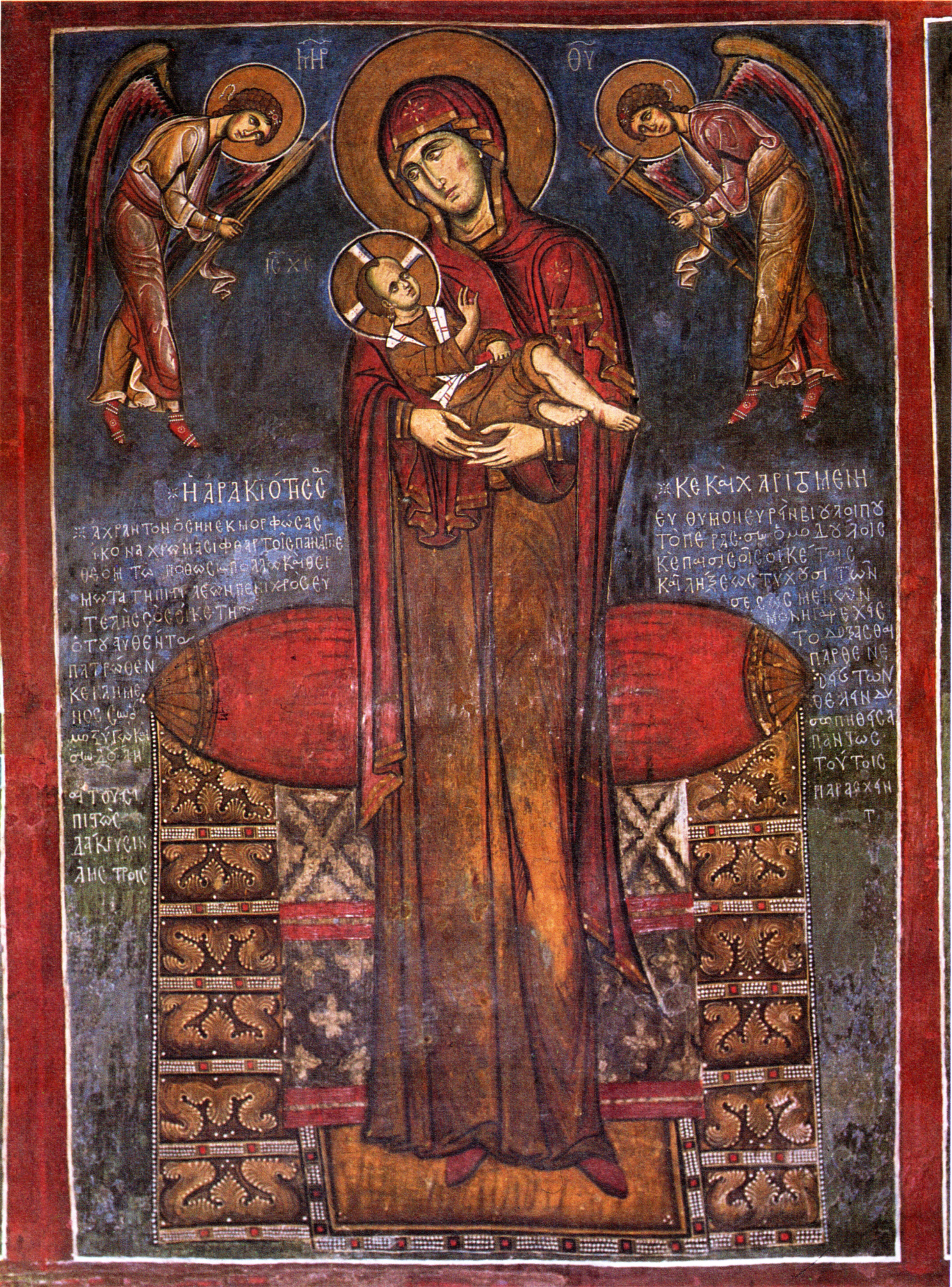
Panagia Arakiotissa
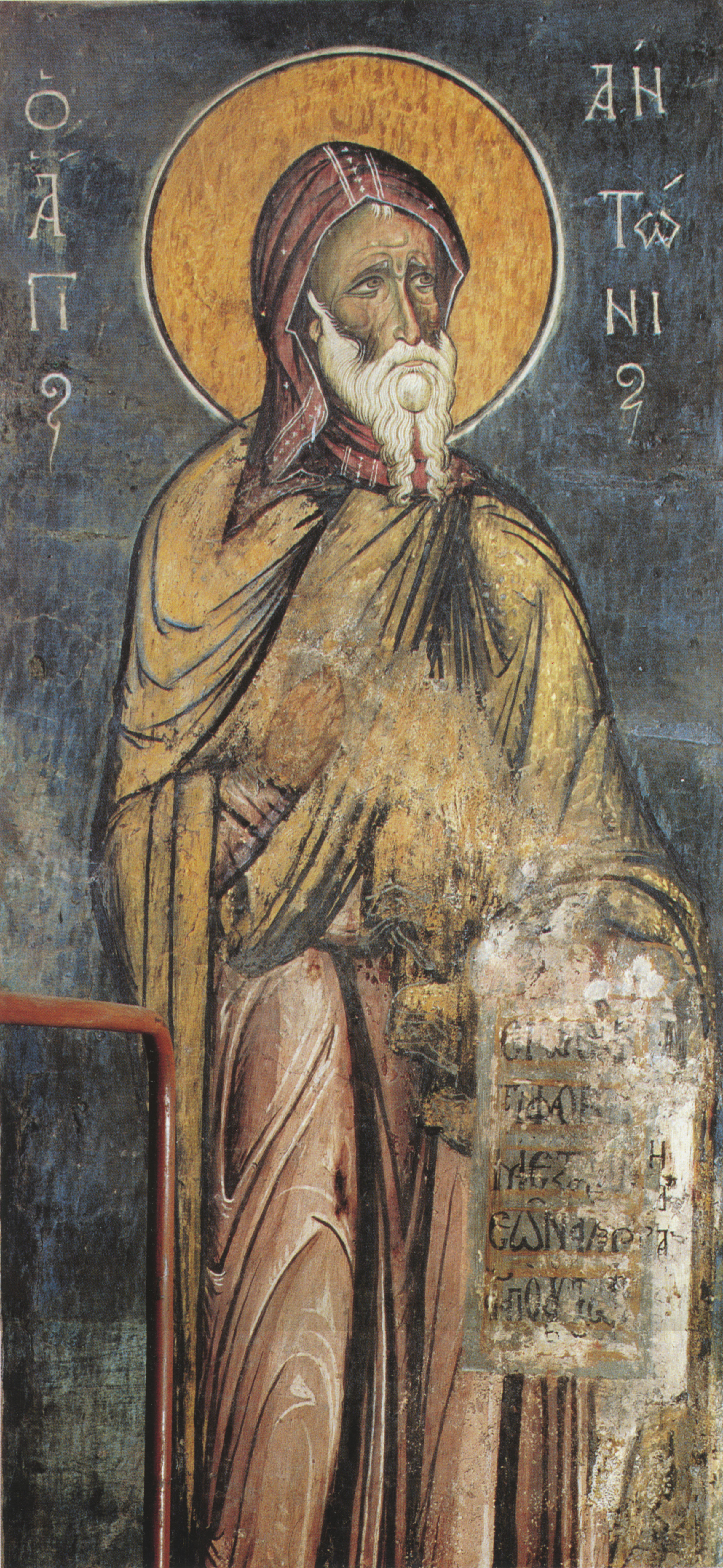
Heiliger Antonius